# Lanerossi Vicenza Virtus
Lanerossi Vicenza é um clube de futebol italiano da cidade de Vicenza que disputa a Série C.

## História
O clube foi fundado em 1902.

## Títulos
| NACIONAIS | NACIONAIS                                | NACIONAIS | NACIONAIS                  |
|           | Competição                               | Títulos   | Temporadas                 |
| --------- | ---------------------------------------- | --------- | -------------------------- |
|           | Coppa Italia                             | 1         | 1996-97                    |
|           | Campeonato Italiano de Futebol - Série B | 3         | 1954-55, 1976-77 e 1999-00 |
| Itália    | Supercoppa de Lega Serie C1              | 1         | 1939-40                    |

## Jogadores de destaque
-  Chinesinho (1968-1972)
-  Roberto Baggio (1982-1985)

## Uniformes
| 1º Uniforme | 2º Uniforme | 3º Uniforme | 4º Uniforme |